# Xã Riverdale, Quận Watonwan, Minnesota
Xã Riverdale (tiếng Anh: Riverdale Township) là một xã thuộc quận Watonwan, tiểu bang Minnesota, Hoa Kỳ. Năm 2010, dân số của xã này là 294 người.